# Собор Троицы Живоначальной (Петропавловск-Камчатский)
Собор Святой Живоначальной Троицы — православный храм в городе Петропавловске-Камчатском Камчатского края, кафедральный собор Петропавловской и Камчатской епархии Русской Православной Церкви.

## Описание
На епархиальном собрании духовенства Камчатской епархии, 9 августа 1999 года, было принято решение о строительстве собора и утверждён проект архитектора Олега Лукомского. 9 сентября 2001 года на месте строительства собора епископом Петропавловским и Камчатским Игнатием (Пологрудовым) в сослужении епархиального духовенства была совершена первая Божественная литургия. В сентябре 2001 года были начаты строительные работы. 28 июня 2002 года, в день Святой Троицы, в основание строящегося храма поместили стальную капсулу с мощами святых мучеников Антония, Евстафия и Иоанна и закладную грамоту.
Вначале строительство велось за счёт пожертвований прихожан, физических лиц, в том числе Владимира Путина и патриарха Алексия II, юридических лиц, благотворительных фондов. За это время на строительство было затрачено 49 млн рублей. Впоследствии финансировала проект компания «Газпром», которой было выделено на завершение строительства 230 миллионов рублей. К сентябрю 2010 года были закончены основные работы по строительству собора.
19 сентября 2010 года патриарх Московский и всея Руси Кирилл возглавил великое освящение собора. При освящении им были дарованы икона святой Матроны Московской и частица её мощей.
Продолжились работы по росписи и благоустройству территории. Для росписи собора были приглашены мастера-иконописцы из Волгодонска и Сергиевого Посада. Бригаду иконописцев возглавил член Союза художников России Александр Таничев. Роспись в древнерусском стиле выполнена минеральными красками, что позволяет фрескам сохраняться очень долгое время. Всего расписано было около 200 библейских и евангельских персонажей. Иконографией для монументальных росписей занимался архитектор иконописец Игорь Мясников.
В ночь на 28 января 2012 года в собор вломились грабители которые, не найдя денег, уходя подожгли иконостас. Хотя пожар удалось быстро отследить и потушить, были повреждены икона святителя Николая, деревянные конструкции собора и церковная утварь.
29 сентября 2013 года епископ Петропавловский и Камчатский Артемий (Снигур) возглавил чин великого освящения нижнего храма собора в честь Владимирской иконы Божьей Матери и совершил Божественную литургию в новоосвященном храме. 29 мая 2015 года епископ Петропавловский и Камчатский Артемий (Снигур) совершил великое освящение левого придела верхнего храма кафедрального собора в честь святителя Иннокентия Московского. 5 июля 2015 года епископ Петропавловский и Камчатский Артемий (Снигур) совершил великое освящение правого придела верхнего храма кафедрального собора. Решением Епархиального совета придел был освящён в честь святителя Филарета Московского.
По проекту помещение нижней части храма, после завершения отделки и росписи верхнего храма, должно стать концертным залом. Нижний храм должен быть расписан сценами из истории православия на Камчатке, начиная с первых миссионеров и главных исторических событий Камчатки — прежде всего победой над англо-французской эскадрой в 1854 году. На стенах зала предполагается выполнение росписи всей истории Камчатки. В 2018 году по благословению архиепископа Петропавловского и Камчатского Артемия были начаты работы по росписи нижнего храма кафедрального собора.